# Pterocactus hickenii
Pterocactus hickenii là một loài thực vật có hoa trong họ Cactaceae. Loài này được Britton & Rose miêu tả khoa học đầu tiên năm 1919.

## Hình ảnh

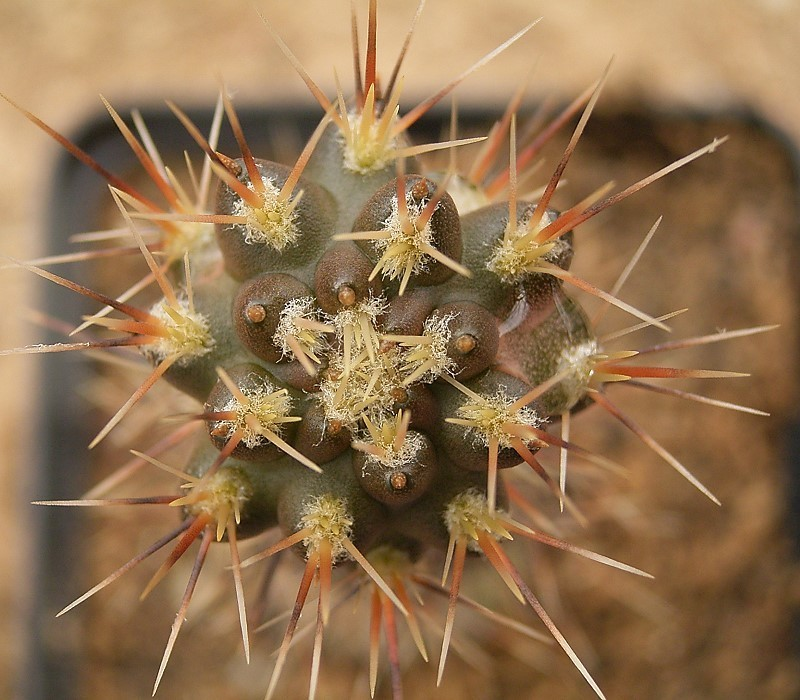
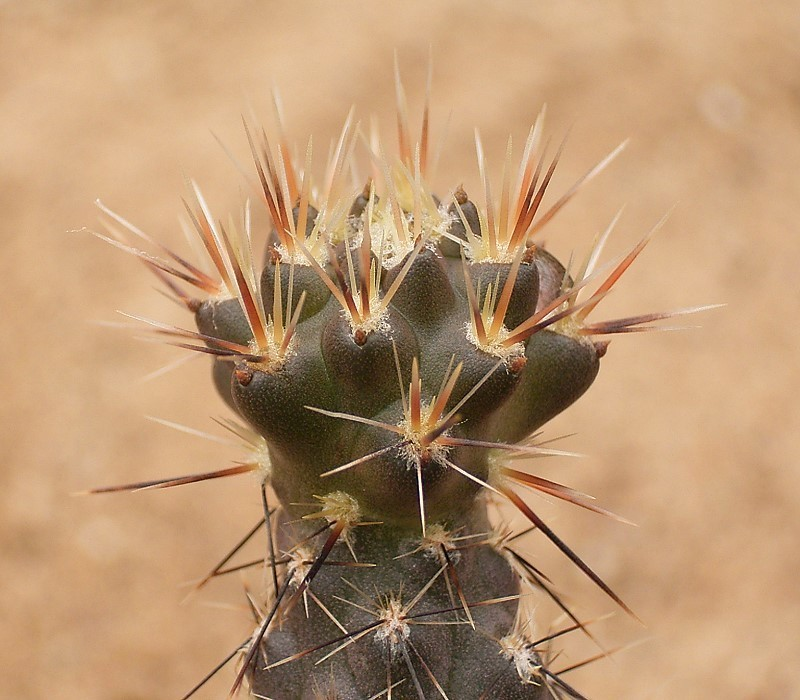
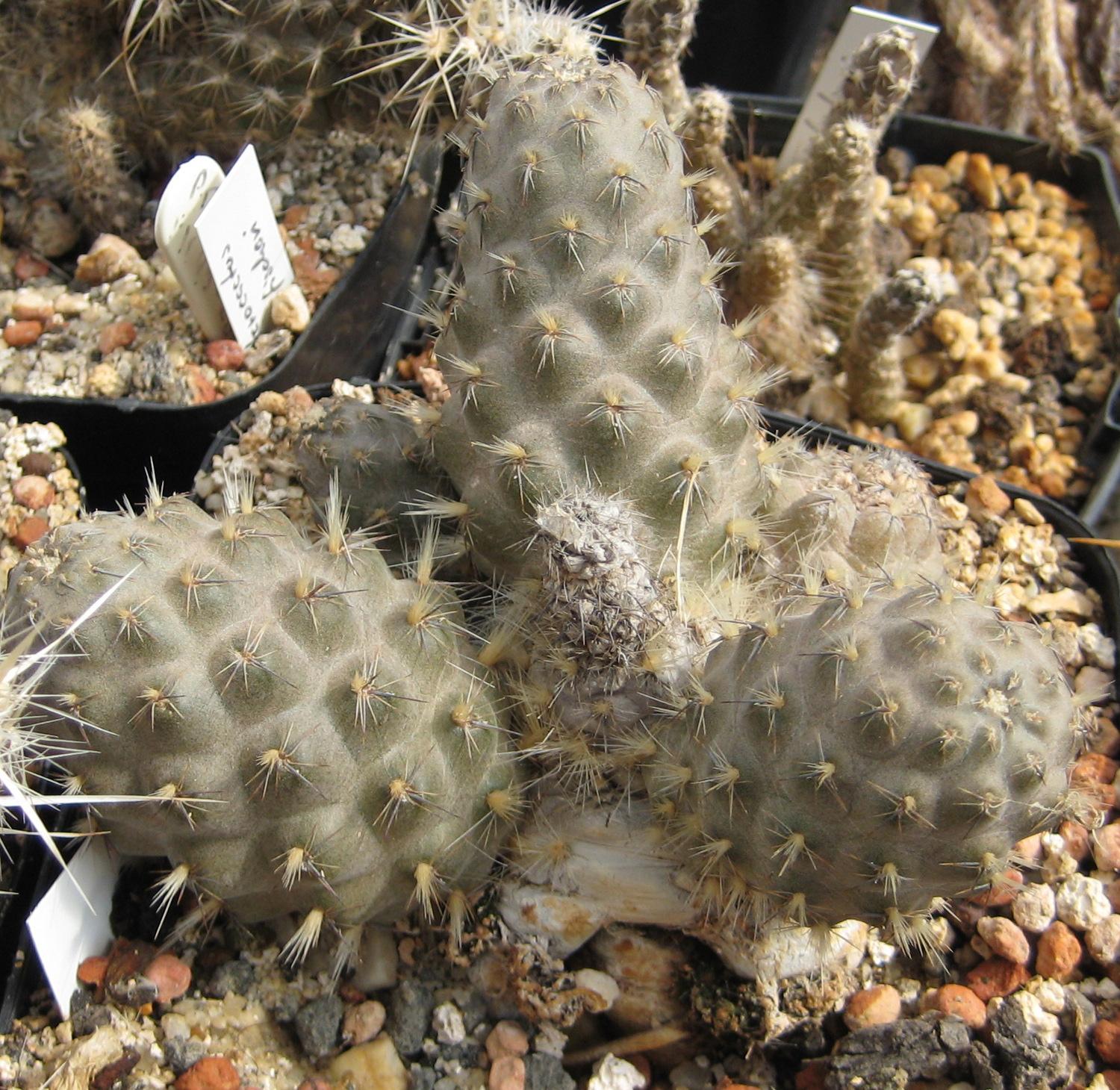